# شیباتا کاتسوایه
شیباتا کاتسوایه (به ژاپنی: 柴田 勝家Shibata Katsuie) ( ۱۵۲۲ – ۱۴ ژوئن ۱۵۸۳) نظامی اهل ژاپن بود. او به اودا نوبوناگا خدمت می کرد و یکی از سامورایی‌های مورد اعتماد او بود. خواهر کوچکتر نوبوناگا به نام اوایچی بعد از مرگ همسر اولش به ازدواج او درآمد.